# Wenus i Adonis (obraz Bartholomeusa Sprangera 1597)
Wenus i Adonis – obraz niderlandzkiego malarza manieryzmu Bartholomeusa Sprangera.

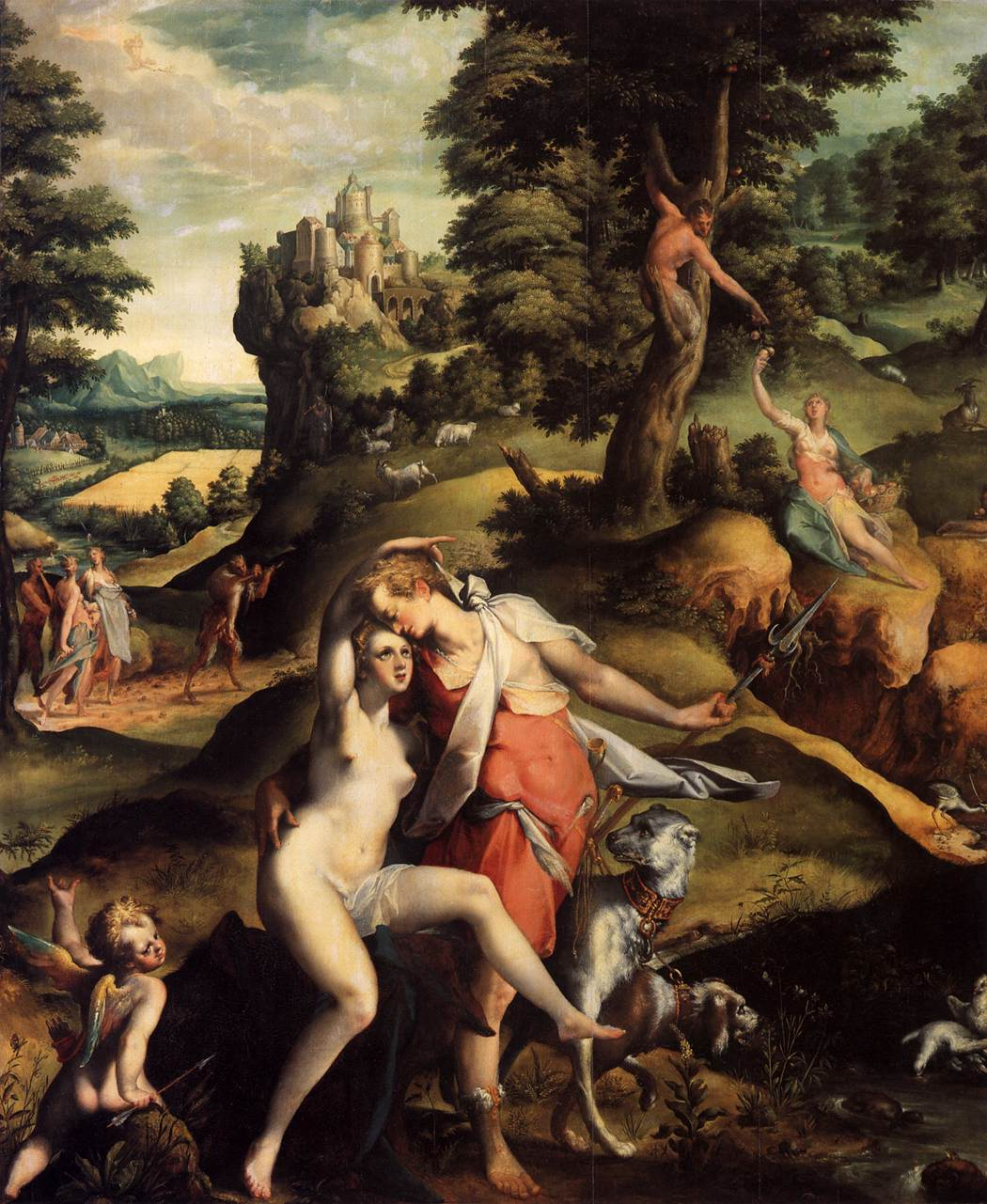
Pierwsza wersja obrazu Wenus i Adonis z 1586 roku

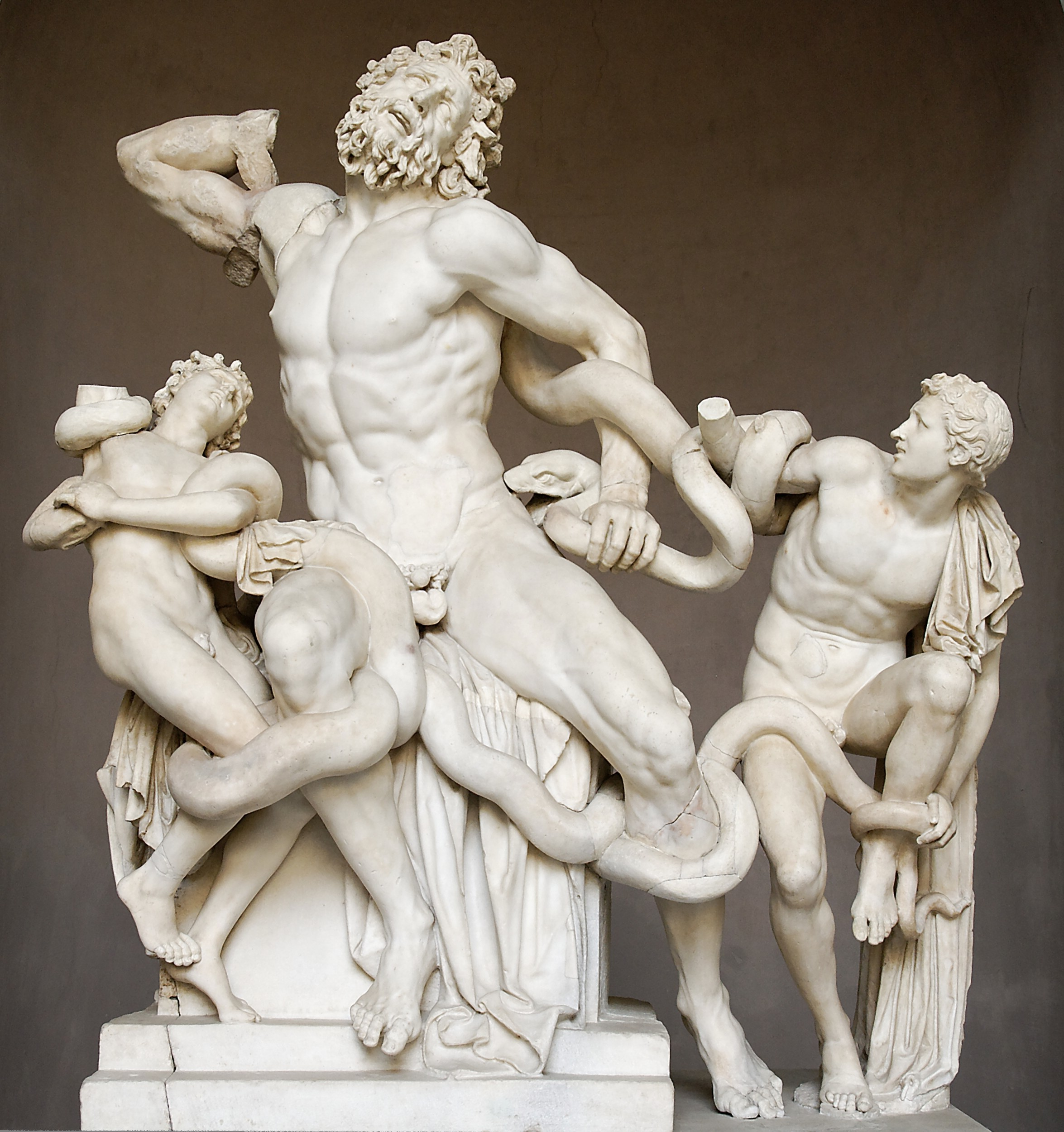
Grupa Laokoona z Muzeum Watykańskiego

## Geneza obrazu
Tematem obrazu jest scena zaczerpnięta z mitologii greckiej i opisana w Metamorfozach Owidiusza (X, 529-559). Był poruszany w wielu utworach literackich, był tematem licznych obrazów m.in. autorstwa Tycjana, Nicolasa Poussina czy Paola Veronesego. Historia opowiada o miłości i żądzy dwóch bogiń: Wenus i Persefony do Adonisa. Obie kobiety pragnęły zatrzymać przy sobie pięknego mężczyznę. Gdy wyruszył na polowanie, zginął zaatakowany przez dzika, zesłanego przez zazdrosnego Aresa. Żona boga podziemia triumfowała, lecz Wenus poprosiła Zeusa by ten przywrócił życie ukochanemu. przywrócił on życie Adonisowi, ale dla sprawiedliwości zarządził, że jedną trzecią roku Adonis spędzi z Persefoną, jedną trzecią z Afrodytą i jedną trzecią tam, gdzie chce.

## Opis obrazu
Artyści w różny sposób przedstawiali tę opowieść wybierając głównie trzy jej wątki. Pierwszy, sen Adonisa, zobrazował m.in. Veronese w obrazie Wenus i Adonis; drugi, odejście na polowanie, można obejrzeć na obrazie Rubensa. Trzeci wątek, chronologicznie jako pierwszy, można obejrzeć na obrazie Sprangera.
Obraz został zamówiony przez Rudolfa II Habsburga i należał do cyklu obrazów o tematyce mitologiczno-erotycznej. Przedstawiona Wenus kusi zmysłowo Adonisa. Jej ciało zakrywa jedynie przezroczysta woalka. Spranger bez wątpienia wzorował się na rzeźbie Giambologna pt. Wenus powstałej w 1575 roku (obecnie we Florencji w Ogrodach Boboli) oraz na Grupie Laokoona skąd zaczerpną ujęcie w typie figura serpentinata. Erotyczność sceny podkreślona jest głębokim, intymnym spojrzeniem kochanków. Adonis delikatnie obejmuje Wenus, muskając jej policzek, jego lewa noga jest lekko podniesiona i równie naga.
Z prawej strony mały kupidyn trzyma w dłoniach gołąbki, symbole miłości. Jego twarz zwrócona jest w stronę widza, zachęcając go do duchowego uczestniczenia w miłosnym uniesieniu. Również pies u dołu obrazu zwrócony jest w stronę obserwatora.
Wiedeński obraz jest drugą interpretacją tego samego tematu. Po raz pierwszy Spranger podjął temat w 1587 roku. Barwniejszy, z bardziej szczegółową kompozycją obraz znajduje się dziś w Rijksmuseum w Amsterdamie.